# Alianza por el Madhesh Independiente
La Alianza por el Madhesh Independiente fue una coalición nepalí de la provincia de Madhesh formada por activistas, partidos y diversas organizaciones que trabajaban para establecer un estado Madhesh independiente y soberano fuera de Nepal liderado por Chandra Kant Raut. Después de firmar un acuerdo de 11 puntos con el gobierno de Nepal encabezado por Khadga Prasad Oli, el movimiento separatista se disolvió.
Tras la disolución del movimiento fue creado el Partido Janamat, sucesor inmediato de este y liderado igualmente por Raut.

## Actividades
El movimiento realizó programas de concienciación, mítines y asambleas masivas exigiendo independencia. También realizó labores sociales y campañas ambientales.
En 2007, la Alianza anunció su manifiesto y reveló sus programas a través de una rueda de prensa en Katmandú el 21 de mayo de 2012.Su objetivo era lograr la independencia de Madhesh por medios pacíficos y no violentos. Exigía el fin de lo que llamaba colonización nepalí en Madhesh, el fin del racismo, la esclavitud y la discriminación impuesta al pueblo nepalí de origen madheshi.
Los tres pilares de la Alinaza fueron:
1. Un Madhesh independiente.
2. Un sistema democrático para el nuevo estado.
3. Medios pacíficos y no violentos.

## Referendos
En 2015-2016, la alianza afirmó haber celebrado referendos simulados en varios distritos de Madhesh, en los que la gente votó abrumadoramente a favor de un Madhesh libre.Como resultado, el gobierno "intensificó su brutal represión contra los activistas madhesi", según los propios activistas.

## Respuesta internacional
Amnistía Internacional,Human Rights Watch,la Comisión Asiática de Derechos Humanos, el Comité de Derechos Humanos del Colegio de Abogados de Inglaterra y Gales,etc. han reconocido y defendido los medios pacíficos utilizados por el movimiento y las exigencias al Gobierno de Nepal para la protección de los derechos humanos de los activistas. También han reclamado el derecho de organización, reunión pacífica y libertad de expresión.